# Džepi
Džepi är en ort i Bosnien och Hercegovina.   Den ligger i entiteten Federationen Bosnien och Hercegovina, i den centrala delen av landet, 30 km sydväst om huvudstaden Sarajevo. Džepi ligger 784 meter över havet och antalet invånare är 303.
Terrängen runt Džepi är huvudsakligen kuperad, men åt nordväst är den bergig. Närmaste större samhälle är Konjic, 5,2 km väster om Džepi. 
Omgivningarna runt Džepi är en mosaik av jordbruksmark och naturlig växtlighet. Runt Džepi är det ganska tätbefolkat, med 93 invånare per kvadratkilometer.